# Вспомнить все связи
«Вспо́мнить все свя́зи» (англ. Lovesick, досл. Больно́й от любви́; ранее известен как Scrotal Recall) — британский ситком 2014 года, созданный Томом Эджем, и впервые показанный на телеканале Channel 4.
Премьера второго сезона состоялась на Netflix 17 ноября 2016 года. Третий сезон вышел на Netflix 1 января 2018 года.

## Сюжет
Дилану (Джонни Флинн) поставили диагноз хламидиоз и теперь он вынужден связаться со всеми своими предыдущими сексуальными партнёршами, чтобы уведомить их о своей болезни. Лучшими друзьями Дилана являются Люк (Дэниел Ингс) и Иви (Антония Томас), которая годами скрывала свою влюблённость в Дилана, однако в конце концов решила двигаться дальше и недавно обручилась. Основная часть событий каждого эпизода рассказывается через флэшбеки, в которых показывается связь Дилана с несколькими женщинами.

## В ролях

### Основной состав
- Джонни Флинн — Дилан Уиттер, протагонист.
- Антония Томас — Эвелин «Иви» Дуглас, лучшая подруга Дилана.
- Дэниел Ингс — Люк Карран, друг и сосед по квартире Дилана.
- Джошуа Макгир — Ангус Бэйкер, друг Дилана, Иви и Люка.
- Ханна Бритленд — Эбигейл, бывшая любовница Дилана.
- Ричард Томсон — Малкольм «Мэл», жених Иви.
- Клариса Клейтон — Холли, стриптизёрша.
- Ясмин Акрам — Мария «Джонси» Джонс, подруга Дилана, Иви и Люка.

### Второстепенный состав
- Сюзанна Филдинг — Фиби, женская «версия» Люка.
- Рианн Стил — Клео, девушка Люка на короткое время.
- Джейми Деметриу — Сэмюелс, коллега Люка.
- Тулно Конвери — Макниш, коллега Люка.
- Лора Эйкман — Джо, бывшая девушка Люка.
- Стивен Уайт — Джонно, бывший коллега Люка.
- Джессика Эллерби — Джейн, бывшая девушка Дилана.
- Эйми Паркс — Хелен, жена Ангуса.

## Эпизоды
| Сезон | Серии | Серии | Даты показа    | Даты показа     | Даты показа |
| Сезон | Серии | Серии | Первая серия   | Последняя серия | Канал       |
| ----- | ----- | ----- | -------------- | --------------- | ----------- |
| 1     | 6     | 6     | 2 октября 2014 | 6 ноября 2014   | Channel 4   |
| 2     | 8     | 8     | 17 ноября 2016 | 17 ноября 2016  | Netflix     |
| 3     | 8     | 8     | 1 января 2018  | 1 января 2018   | Netflix     |

## Производство
В апреле 2015 года сериал вышел на Netflix как «оригинальный сериал Netflix». Ситком стал весьма успешным на сайте и Netflix заказала второй сезон из восьми эпизодов без участия Channel 4. 3 ноября 2016 года вышел трейлер нового сезона. Все серии второго сезона стали доступны онлайн 17 ноября 2016 года. 19 февраля 2017 года шоу было продлено на третий сезон, премьера которого состоялась 1 января 2018 года.
Съёмки сериала проходили в Глазго, однако место действия не определено.